# Planlagt by
 Der er for få eller ingen kildehenvisninger i denne artikel, hvilket er et problem. Du kan hjælpe ved at angive troværdige kilder til de påstande, som fremføres i artiklen.

En planlagt by eller ny by eller New Town er en by eller et byområde, som er blevet planlagt fra begyndelsen af og som er vokset frem mere eller mindre i tråd med planen. Flere af verdens hovedstæder er sådanne planlagte byer, blandt andet Washington D.C., Canberra, Brasília og Islamabad. 
Planlagte byer findes også i en række tidligere kolonier, ikke mindst i Nord- og Sydamerika. 
I Storbritannien bruges betegnelsen new town på planlagte byer, som blev grundlagt i det 20. århundrede for at aflaste storbyerne. Eksempler på disse byer er Telford og Milton Keynes.
New Town-konceptet kan bruges ved anlæggelse af byer eller bydele. Når man anlægger en by eller bydel efter dette princip, anlægger man først trafik-infrastrukturen (såsom jernbanestrækninger, veje, busruter mv.) før selve bygningerne i byen. Ved at sikre gode trafikale forbindelser til den nye by eller bydel er det meningen, at firmaer skal være villige til at bygge egne nye bygninger, og på den måde skabe bydelen.
Kølvrå var den første danske by, der blev etableret efter en præcis plan. Ørestad er anlagt efter "New Town"-konceptet, og Metroen udgør en væsentlig del af den trafikale infrastruktur.